# Café de la Régence
Café de la Régence foi um importante centro europeu de enxadrismo nos séculos XVIII e XIX em Paris, palco de confrontos entre os mais notáveis mestres da Escola Romântica.
Entre outros momentos importantes da história do xadrez, o hall do Café sediou em 1843 o match entre Pierre Saint-Amant (1800-1872) e Howard Staunton (1810–1874), descrito à época pelos jornais como "a grande batalha de xadrez entre a França e a Inglaterra". O match foi vencido por Stauton (+11 -6=4) ao ser o primeiro a atingir a 11.º vitória, como negociado previamente.
Em um tempo em que os relógios não eram utilizados no xadrez, a duração média das partidas foi de nove horas.